# Кантри-поп
Кантри-поп (такође познат као поп-кантри или урбани каубој) фузиони је жанр кантри музике и поп музике који су развили припадници кантри жанра из жеље да допру до веће, мејнстрим публике. Кантри поп музика меша жанрове као што су рок, поп и кантри, настављајући сличне напоре започете касних 1950-их, првобитно познат као нешвилски звук, а касније као кантриполитан. До средине 1970-их, многи кантри извођачи су прелазили на поп кантри звук, што је довело до тога да се неке плоче сврстану у топ 40 мејнстрим, као и на Billboard-ову кантри листу. Заузврат, многи поп и извођачи лагане музике су у то време прешли на кантри листе. Након пада популарности током неотрадиционалног покрета 1980-их, кантри поп се вратио 1990-их са звуком који се више ослањао на поп рок и савремену музику за одрасле.